# Кромвель, Вер Эссекс, 7-й барон Кромвель
 Вер Эссекс Кромвель, 4-й граф Ардгласс (англ. Vere Essex Cromwell, 4th Earl of Ardglass; 2 октября 1625 — 26 ноября 1687) — английский аристократ и пэр, сын Томаса Кромвеля, 1-го графа Ардгласса, и Элизабет Меверелл.

## Биография
Вер Эссекс Кромвель родился 2 октября 1625 года в Троули, графство Стаффордшир, и получил образование в школе Стоун, графство Стаффордшир, и в Финстоке, графство Оксфордшир. Младший из двух сыновей Томаса Кромвеля, 1-го графа Ардгласса (1594—1653), и Элизабет Меревелл (? — 1653).
Он сменил своего племянника Томаса Кромвеля на посту графа Ардгласса и виконта Лекейла (Пэрство Ирландии) в 1682 году, а также барона Кромвеля (Пэрство Англии).
62-летний Вер Эссекс Кромвель скончался 26 ноября 1687 года в своем доме в Бункасле, графство Даун, и был похоронен 29 ноября в соборе Святой Троицы, графство Даун. После его смерти без мужского потомства все его титулы прервались.

## Брак и дети
В 1672 году Вер Эссекс Кромвель женился на Кэтрин Гамильтон, вдове Ричарда Прайса из Гринкасла, Килкил, графство Даун, дочери Джеймса Гамильтона из Ньюкасла Килку, графство Даун, и Маргарет Кайнастон из Сола, графство Даун, и от неё имел единственную дочь:
- Элизабет Кромвель (ок. 3 декабря 1674 — 31 марта 1709), в 1704 году вышла замуж за англо-ирландского политика Эдварда Саутвелла (1671—1730) и родила сына Эдварда (1 июня 1705 — 16 марта 1755)[2][4].